# Prince Edward Islands
Prince Edward Islands eller Prins Edward-øerne er to små ubeboede øer i det sub-antarktiske Indiske Ocean ca. 2000 km sydøst for Cape Town, som tilhører Sydafrika. Øerne er Marion Island (opkaldt efter Marc-Joseph Marion du Fresne, 1724-1772) og Prince Edward Island (opkaldt efter prins Edward, hertug af Kent og Strathearn, 1767-1820).
De to øer er særlige naturreservater i henhold til den sydafrikanske lov om miljøforvaltning Protected Areas Act, No. 57 of 2003 og aktiviteter på øerne er derfor begrænset til forskning og bevaringsforvaltning. Yderligere beskyttelse blev givet, da området i 2013 blev erklæret for et beskyttet havområde. De eneste mennesker, der bor på øerne, er personalet på en meteorologisk og biologisk forskningsstation på Marion Island, der drives af South African National Antarctic Program.

## Historie
Øerne blev opdaget den 4. marts 1663 af Barent Barentszoon Lam fra det hollandske Ostindiske Kompagnis skib Maerseveen og fik navnene Dina (Prins Edward) og Maerseveen (Marion), men øerne blev fejlagtigt registreret til at ligge på 41° sydlig bredde i stedet for det korrekte 46° syd, og ingen af dem blev fundet igen af efterfølgende hollandske søfolk.
I januar 1772 besøgte den franske fregat Le Mascarin, med Marc-Joseph Marion du Fresne som kaptajn, øerne og brugte fem dage på at forsøge at lande, idet de troede, at de havde fundet Antarktis, som dengang endnu ikke var bevist at eksistere. Marion navngav øerne Terre de l'Espérance (Marion) og Ile de la Caverne (Prins Edward). Da det ikke lykkedes at gå i land, fortsatte Le Mascarin mod øst, opdagede Crozetøerne og gik i land på New Zealand, hvor Marion du Fresne og nogle af hans besætningsmedlemmer blev dræbt og spist af indfødte maorier.
Julien Crozet, navigatør og næstkommanderende på Le Mascarin, overlevede katastrofen og mødte tilfældigvis James Cook i Cape Town i 1776 ved begyndelsen af Cooks tredje rejse. Crozet delte kortene over sin skæbnesvangre ekspedition, og da Cook sejlede fra Cape Town, passerede han øerne den 13. december, men kunne ikke forsøge at gå i land på grund af dårligt vejr. Cook opkaldte øerne efter prins Edward, den fjerde søn af kong George 3.; og selvom han også ofte krediteres for at opkalde den større ø Marion efter kaptajn Marion, blev dette navn adopteret af sælfangere og hvalfangere, som senere jagede i området, for at skelne de to øer fra hinanden.
Den første registrerede landgang på øerne var i 1799 af en gruppe franske sæljægere på skibet Sally. En anden landgang i slutningen af 1803 af en gruppe sæljægere under ledelse af den amerikanske kaptajn Henry Fanning fra Catharine fandt tegn på tidligere menneskelig aktivitet. Øerne blev besøgt af sælfangere indtil omkring 1810, hvor den lokale bestand af pelssæler næsten var udryddet. Den første videnskabelige ekspedition til øerne blev ledet af James Clark Ross, som besøgte øerne i 1840 under sin udforskning af Antarktis, men uden at kunne gøre landgang. Ross sejlede langs øerne den 21. april 1840. Han observerede et stort antal pingviner ("grupper på hver mange tusinde") og andre slags havfugle. Han så også pelssæler, som han antog for at være af arten Arctocephalus falklandicus. Øerne blev endelig undersøgt under Challenger-ekspeditionen, ledet af kaptajn George Nares, i 1873.
Sælfangstperioden varede fra 1799 til 1913. I den periode er der registreret besøg af 103 fartøjer, hvoraf syv endte med skibbrud. Efterladenskaber på øerne fra denne tid omfatter jernkar til udvinding af olie, ruiner af hytter og inskriptioner. Enkelte sælfangstfartøjer fra Cape Town, Sydafrika besøgte øerne i 1920'erne.
Øerne har også været skueplads for andre skibsforlis. I juni 1849 forliste briggen Richard Dart med en gruppe Royal Engineers under løjtnant James Liddell på Prince Edward Island; kun 10 af de 63 ombordværende overlevede og blev reddet af søelefantjægere fra Cape Town. I 1908 forliste det norske skib Solglimt på Marion Island, og de overlevende etablerede kortvarigt en landsby på nordkysten, før de blev reddet. Vraget af Solglimt er det mest kendte på øerne og er tilgængeligt for dykkere.
Den 22. september 1979 bemærkede en amerikansk overvågningssatellit, kendt som Vela 6911, et uidentificeret dobbelt lysglimt i farvandet ud for øerne, kendt som Vela-hændelsen. Der var og er fortsat betydelig kontrovers om, hvorvidt denne begivenhed måske var en uanmeldt atomprøvesprængning udført af Sydafrika og Israel eller en anden hændelse. Årsagen til glimtet er stadig officielt ukendt, og nogle oplysninger om hændelsen er stadig hemmeligstemplede. I dag mener de fleste uafhængige forskere, at glimtet i 1979 var forårsaget af en atomeksplosion.
I 2003 erklærede den sydafrikanske regering Prins Edward Islands for et særligt naturreservat, og i 2013 blev 180,000 km2 af havområdet omkring øerne et havbeskyttelsesområde, hvilket skabte et af verdens største miljøbeskyttelsesområder.

### Marion Research Station
I 1908 overtog den britiske regering ejerskabet af øerne. I slutningen af 1947 og begyndelsen af 1948 annekterede Sydafrika med Storbritanniens samtykke øerne og installerede den meteorologiske station i Transvaal Cove på nordøstkysten af Marion Island. Forskningsstationen blev snart udvidet og studerer i dag regional meteorologi og øernes biologi, især fugle (pingviner, stormfugle, albatrosser, måger) og sæler.
En ny forskningsbase blev bygget fra 2001 til 2011 for at erstatte ældre bygninger på stedet. Adgangen til stationen er enten med båd eller helikopter.  En helikopterlandingsplads og lagerhangar er placeret bag hovedbasen.
I april 2017 lancerede forskere fra McGill University i Montreal, Canada i samarbejde med South African National Antarctic Program et astrofysisk eksperiment på Marion Island kaldet Probing Radio Intensity at high-Z from Marion (PRIZM), der søgte efter signaturer af hydrogenlinjen i det tidlige univers. I 2018 blev et andet kosmologisk eksperiment lanceret af McGill-teamet kaldet Array of Long Baseline Antennas for Taking Radio Observation from Sub-Antarctic (ALBATROS). Det nye eksperiment har til formål at skabe kort i meget højopløsning af den lavfrekvente radiostråling fra universet og tage de første skridt mod at opdage den kosmologiske mørke tidsalder.

## Geografi og geologi
Øgruppen ligger ca. 955 sømil (1.769 km) sydøst for Port Elizabeth på det sydafrikanske fastland. På 46. breddegrad er afstanden til ækvator kun lidt længere end til Sydpolen. Marion Island (46°54′45″S 37°44′37″Ø / 46.91250°S 37.74361°Ø), som er den største af de to øer, er 25,03 km lang og 16,65 km bred med et areal på 290 km2 og en kystlinje på omkring 72 km, hvoraf det meste er høje klipper. Det højeste punkt på Marion Island er Mascarin Peak (tidligere State President Swart Peak), der når 1.242 m over havets overflade. Topografien på Marion Island omfatter mange bakker og små søer samt sumpet lavlandsterræn med lidt vegetation.
Prince Edward Island (46°38′39″S 37°56′36″Ø / 46.64417°S 37.94333°Ø) er meget mindre – kun omkring 45 km2, 10,23 km lang og 6,57 km bred – og ligger omkring 12 sømil (22,2 km) nordøst for Marion Island. Terrænet er generelt stenet med høje klipper (490 m) på den sydvestlige side. Ved van Zinderen Bakker Peak nordvest for øens midte når den en højde på 672 m.
Der er nogle få klippeskær i havet langs nordkysten af Prince Edward Island, såsom Ship Rock 100 m nord for det nordligste punkt og Ross Rocks 500 m fra kysten. Boot Rock ligger ca. 500 m ud for Marion Islands nordkyst.
Begge øer er af vulkansk oprindelse. Marion Island er en af toppene af en stor undersøisk skjoldvulkan, der rejser sig omkring 5,000 m fra havbunden til toppen af Mascarin Peak. Vulkanen er aktiv, og udbrud har fundet sted mellem 1980 og 2004.
- Satellitbillede af Prince Edward Island, 2009.
- Satellitbillede af Marion Island, 2009

## Flora og fauna
Øerne er en del af økoregionen tundra på øerne i det sydlige Indiske Ocean, der omfatter et lille antal Subantarktiske øer. På grund af de få landmasser i Det Sydlige Ishav er øerne vært for en lang række arter og er afgørende for naturbevarelsen. I det kolde subantarktiske klima er vegetationen hovedsageligt begrænset til græsser, mosser, tang og Lav. De vigtigste indfødte dyr er insekter sammen med store bestande af havfugle, sæler og pingviner.

### Fugle
Øerne er blevet udpeget som et vigtigt fugleområde (Important Bird Area, IBA) af BirdLife International på grund af deres betydelige bestande af ynglende havfugle. Mindst 30 forskellige fuglearter menes at yngle på øerne, og det anslås, at øerne huser op mod 5 millioner ynglende havfugle og 8 millioner havfugle i alt. Fem albatrosarter (som alle er truede arter) yngler på øerne: vandrealbatros, mørk sodalbatros, lys sodalbatros, indisk gulnæbbet albatros og gråhovedet albatros.
Øerne er også vært for fjorten arter af petreller (stormfugle), fire arter af hvalfugle, sydhavsterne og falkland storkjove, blandt andre havfugle. Der findes fire pingvinarter: kongepingvin, kerguelen springpingvin, æselpingvin og guldlokket pingvin.

### Pattedyr og fisk
Tre sælarter yngler på øerne: sydlig søelefant, antarktisk pelssæl (Arctocephalus gazella), tropisk pelssæl (Arctocephalus tropicalis). Farvandet omkring øerne besøges ofte af flere hvalarter, især spækhuggere, som jager pingviner og sæler. Store hvaler som sydlig rethval og pukkelhval, samt sælen søleopard ses mere sporadisk, og det er stadig uklart, hvor store eller stabile deres nuværende lokale bestande er, selvom det antages, at deres antal er faldet betydeligt i forhold til tidspunktet for den første menneskelige kontakt med øerne. Området oplevede stor sælfangst og hvalfangst i det 19. århundrede og fortsatte med at være genstand for ulovlig massehvalfangst indtil 1970'erne, hvor Sovjetunionen og Japan angiveligt fortsatte hvalfangsten ind i 1990'erne. I øjeblikket er den største økologiske trussel langlinefiskeriet af sort patagonisk isfisk (Dissostichus eleginoides), som bringer en række havfugle i fare, der dykker ned i vandet efter agnede kroge.

### Invasive arter
Dyrelivet er særligt sårbart over for indførte arter, og det historiske problem har været katte og mus. Husmus ankom til Marion Island med hvalfangst- og sælfangstskibe i 1800-tallet og formerede sig hurtigt, så meget, at man i 1949 bragte fem huskatte til forskningsbasen for at tage sig af dem. Kattene formerede sig hurtigt, og i 1977 var der ca. 3.400 katte på øen, som ud over mus også levede af gravende petreller og tog anslået 455.000 petreller om året. Nogle petrelarter forsvandt fra Marion Island, og et katteudryddelsesprogram blev igangsat. Nogle få katte blev med vilje inficeret med den meget specifikke feline panleukopenia virus (FPLV), som reducerede kattebestanden til omkring 600 i 1982. De resterende katte blev dræbt ved natlig skydning, og i 1991 blev kun otte katte fanget i en 12-måneders periode.